# Caeruleuptychia coelica
Caeruleuptychia coelica är en fjärilsart som beskrevs av William Chapman Hewitson 1869. Caeruleuptychia coelica ingår i släktet Caeruleuptychia och familjen praktfjärilar. Inga underarter finns listade i Catalogue of Life.